# Lopholeucaspis cockerelli
Lopholeucaspis cockerelli är en insektsart som först beskrevs av Grandpré och Charmoy 1899.  Lopholeucaspis cockerelli ingår i släktet Lopholeucaspis och familjen pansarsköldlöss. Inga underarter finns listade i Catalogue of Life.